# Mauro Pons
Mauro Pons (* 8. Mai 2003) ist ein uruguayischer Leichtathlet, der im Hoch- und Dreisprung an den Start geht.

## Sportliche Laufbahn
Erste internationale Erfahrungen sammelte Mauro Pons im Jahr 2019, als er bei den U20-Südamerikameisterschaften in Cali mit übersprungenen 2,06 m den fünften Platz im Hochsprung belegte. 2025 gelangte er bei den Südamerikameisterschaften in Mar del Plata mit 2,00 m auf den siebten Platz. 
In den Jahren 2019 und von 2023 bis 2025 wurde Pons uruguayischer Meister im Hochsprung sowie 2023 auch im Dreisprung.

## Persönliche Bestleistungen
- Hochsprung: 2,06 m, 16. Juni 2019 in Cali (uruguayischer U20-Rekord)
- Dreisprung: 13,24 m (0,0 m/s), 23. April 2023 in Montevideo